# 荘子it
荘子it （そうしっと、1993年8月24日 - ）は日本のラッパー。Dos Monosのトラックメイカー・MC担当｡

## 人物
日本大学芸術学部卒業。音楽、映画、哲学などに関して学んだ内容をベースにDos Monosのトラックメイカーを務める。中学生の頃からエレクトリック・ギターを弾き始め、古いロックに始まり、マイルス・デイヴィスから派生したジャズ・ロックを好んだ。高校時代はプログレッシブ・ロックやアヴァンギャルドなフリー・ジャズに親しむようになり、フランク・ザッパを好んで聞いた。周囲が大学受験の準備をはじめてバンドを辞めていく中、Ableton Liveを使って一人で曲作りを続けた。大学では映画を専攻して映画監督を目指す傍ら、マッドリブやJ・ディラなどのヒップホップを聞いてビートメイキングを趣味とする。
名前の由来は、本名と音の響きが近い荘子の思想に、プラスアルファ（it/何か）を加えたいという思いから。精神分析学者フロイトの概念es(ドイツ語でitを表す)とも意味をかけている。また、発音に“So shit”や“So 嫉妬（shitto）”などのネガティブなイメージも付与している。
ハードコアな読書家で、小説のほかに哲学書や思想書、批評を好んで読むことに関して「少なくとも20世紀のポップなカルチャーを提供する人に明らかにインスピレーションを与えてきたものであって（中略）アイデアの源泉でもあるし、つまんないことをしないためのリテラシーだったりもするし、そういう意味でアーティストにも必要なものだと思っている」と述べている。
Dos Monosでの活動以外にも他アーティストのプロデュースや楽曲提供、コラボなども行っている。

## 楽曲提供・コラボレーション
- The Out of Africa Hypothesis feat. 荘子it
 - 音楽プロデューサー/DJ/ライター：audiot909およびTOMCとのコラボレーション[1]。
- パリピ孔明
 - ミア西表（演：菅原小春）の楽曲「New Zone」を提供[2]。
- 藤子・F・不二雄ミュージアム
 - 2025年5月21日から上映の短編アニメ「チンプイ エリさまのグッドラック」の音楽を制作[3]。
- 海辺へ行く道
 - 2025年8月29日公開（予定）の映画（横浜聡子監督）において、音楽を担当。エンディング曲「La chanson de Yoko」も手掛けた[4][5]。

## 著作
- 『最後の音楽 𝄇ヒップホップ対話篇』 荘子it×吉田雅史（出版社 DU BOOKS、発売日 2024年3月15日、ISBN 978-4-8664-7213-3）
- 伊藤潤二×荘子it「脱獄するための穴を掘る」 - 『文學界』2025年7月号